# Paweł (biskup Skopoli)
Paweł (zm. przed 22 listopada 1308) – biskup rzymskokatolicki, biskup pomocniczy wrocławski ok. 1299, biskup pomocniczy gnieźnieński w latach 1299–1308.
Nie wiadomo nic na temat jego życia oprócz tego, że około 1299 został prekonizowany biskupem Skopelo. Pełnił funkcję biskupa pomocniczego w diecezji wrocławskiej i archidiecezji gnieźnieńskiej.